# 20151 Utsunomiya
20151 Utsunomiya este un asteroid din centura principală de asteroizi.

## Descriere
20151 Utsunomiya este un asteroid din centura principală de asteroizi. A fost descoperit pe 5 octombrie 1996 la Kuma Kogen de Akimasa Nakamura. Asteroidul prezintă o orbită caracterizată de o semiaxă mare de 2,33 ua, o excentricitate de 0,23 și o înclinație de 11,6° în raport cu ecliptica.